# Carlo Perosi
Carlo Perosi (ur. 18 grudnia 1868 w Tortonie, zm. 22 lutego 1930 w Rzymie) – włoski duchowny katolicki, kardynał.

## Życiorys
Był bratem znanego włoskiego kompozytora muzyki sakralnej ks. Lorenzo Perosi. Kształcił się w seminarium w Tortonie, a także na Uniwersytecie Gregoriańskim, gdzie jego kolegami z roku byli przyszli kardynałowie Luigi Sincero i Giovanni Battista Nasalli Rocca di Corneliano. 8 listopada 1891 roku otrzymał święcenia kapłańskie. W latach 1894–1904 pracował duszpastersko w rodzinnej diecezji, gdzie był m.in. wykładowcą w seminarium. Papież Leon XIII chciał by został on wykładowcą Collegio Urbaniano w Rzymie, lecz ten nie chcąc opuszczać swej diecezji zrezygnował. Dopiero za rządów nowego papieża Piusa X, który znał Perosiego jeszcze z czasów gdy był patriarchą Wenecji, gdy ten odwiedzał swego brata – kierownika chóru bazyliki św. Marka, rozpoczął karierę w Wiecznym Mieście. Został początkowo konsultorem w Świętej Kongregacji Soboru i członkiem Penitencjarii Apostolskiej. W późniejszych latach wizytował seminaria na Sycylii, a od roku 1908 był substytutem Świętej Kongregacji Konsystorialnej. Od 1911 regent Penitencjarii Apostolskiej z rekomendacji kardynała Serafino Vannutelli, który darzył go wielką sympatią. Od roku 1915 działał w Świętym Oficjum, gdzie był konsultorem, a następnie asesorem.
Na konsystorzu z czerwca 1926 otrzymał kapelusz kardynalski. 10 lutego 1928 mianowany sekretarzem (de facto prefektem) Świętej Kongregacji Konsystorialnej, na którym to urzędzie pozostał do śmierci. Choć zarządzał kongregacją zajmującą się nominacjami biskupimi, sam nigdy sakry biskupiej nie przyjął.  Pochowany został początkowo na Campo Verano w Rzymie. W roku 1959 jego ciało, jak również ciało jego brata, przeniesiono do katedry w Tortonie.